# Okręg wyborczy Grey
Okręg wyborczy Grey (ang. Division of Grey) – jednomandatowy okręg wyborczy do Izby Reprezentantów Australii, nazwany na cześć byłego gubernatora Australii Południowej George’a Edwarda Greya. Okręg liczy 904 881 km² powierzchni, co stanowi 92% lądowego terytorium stanu Australia Południowa, ale zamieszkuje go niespełna 101 tysięcy uprawnionych wyborców (2013). Pierwsze wybory odbyły się w nim w 1903 roku.

## Lista posłów
| okres urzędowania | poseł             | przynależność |
| ----------------- | ----------------- | --- |
| 1903-1922         | Alexander Poynton | Australijska Partia Pracy (1903-1916) Narodowa Partia Pracy (1916) Nacjonalistyczna Partia Australii (1916-1917) |
| 1922-1931         | Andrew Lacey      | Australijska Partia Pracy                                                                                        |
| 1931-1937         | Philip McBride    | Partia Zjednoczonej Australii                                                                                    |
| 1937-1943         | Oliver Badman     | Partia Wiejska (1937-1940) Partia Zjednoczonej Australii (1940-1943)                                             |
| 1943-1963         | Edgar Russell     | Australijska Partia Pracy                                                                                        |
| 1963-1966         | Jack Mortimer     | Australijska Partia Pracy                                                                                        |
| 1966-1969         | Don Jessop        | Liberalna Partia Australii                                                                                       |
| 1969-1983         | Laurie Wallis     | Australijska Partia Pracy                                                                                        |
| 1983-1993         | Lloyd O'Neil      | Australijska Partia Pracy                                                                                        |
| 1993-2007         | Barry Wakelin     | Liberalna Partia Australii                                                                                       |
| od 2007           | Rowan Ramsey      | Liberalna Partia Australii                                                                                       |

źródło: 